# KK Radnički Beograd
Radnički je košarkaški klub iz Beograda koji je svoje najveće trenutke imao tijekom 70-ih godina prošlog stoljeća. Osnovan je 1945. godine.

## Uspjesi
- Kup europskih prvaka
- polufinalist: 1973./74.

Kup pobjednika kupova
- finalist: 1977.

Prvenstvo Jugoslavije
- prvak: 1973.

Kup Jugoslavije
- pobjednik: 1976.
- finalist: 1978.

## Poznati igrači
- Dragoslav Ražnatović
- Milun Marović
- Dragan Ivković
- Srećko Jarić, igrač kojeg je Dušan Ivković smatrao najvećim talentom s kojim je ikad radio[1]

## Poznati treneri
- Slobodan Ivković
- Božidar Maljković

## Poveznice
- FK Radnički Beograd